# .dm
.dm (Dominica) é o código TLD (ccTLD) na Internet para a Dominica.